# 쌍봉낙타
쌍봉낙타(雙峯駱駝, 학명: Camelus bactrianus) 또는 박트리아낙타(영어: Bactrian Camel)는 동북아시아의 초원에 서식하는 낙타의 한 갈래이다. 이름과 같이 쌍봉낙타는 단봉낙타와 달리 두개의 혹이 있다. 단봉낙타보다 튼튼하며 사지는 굵고 짧다. 육봉의 혹이 두 개이며 털은 길고 뻑뻑하다. 발바닥은 단단하여 바위나 자갈이 많은 구릉지에 적합하다. 옛날부터 아프가니스탄·고비 사막·중국 등지에서 사육되었으며 반야생상태의 것도 있다. 새끼는 날 때부터 눈을 뜨고, 몸은 양털 같은 털로 덮여 있다. 태어난 지 몇 시간이 지나면 달릴 수 있고, 새끼와 어미는 떼어 놓지 않는 한 몇 년이고 함께 지낸다.
현존하는 1백 4십만 마리의 거의 대부분은 가축화된 상황이며, 동북중국과 몽골에 남아있는 야생개체는 950마리밖에 남지 않아 존치상태가 위급한 것으로 평가되었다.

## 사진

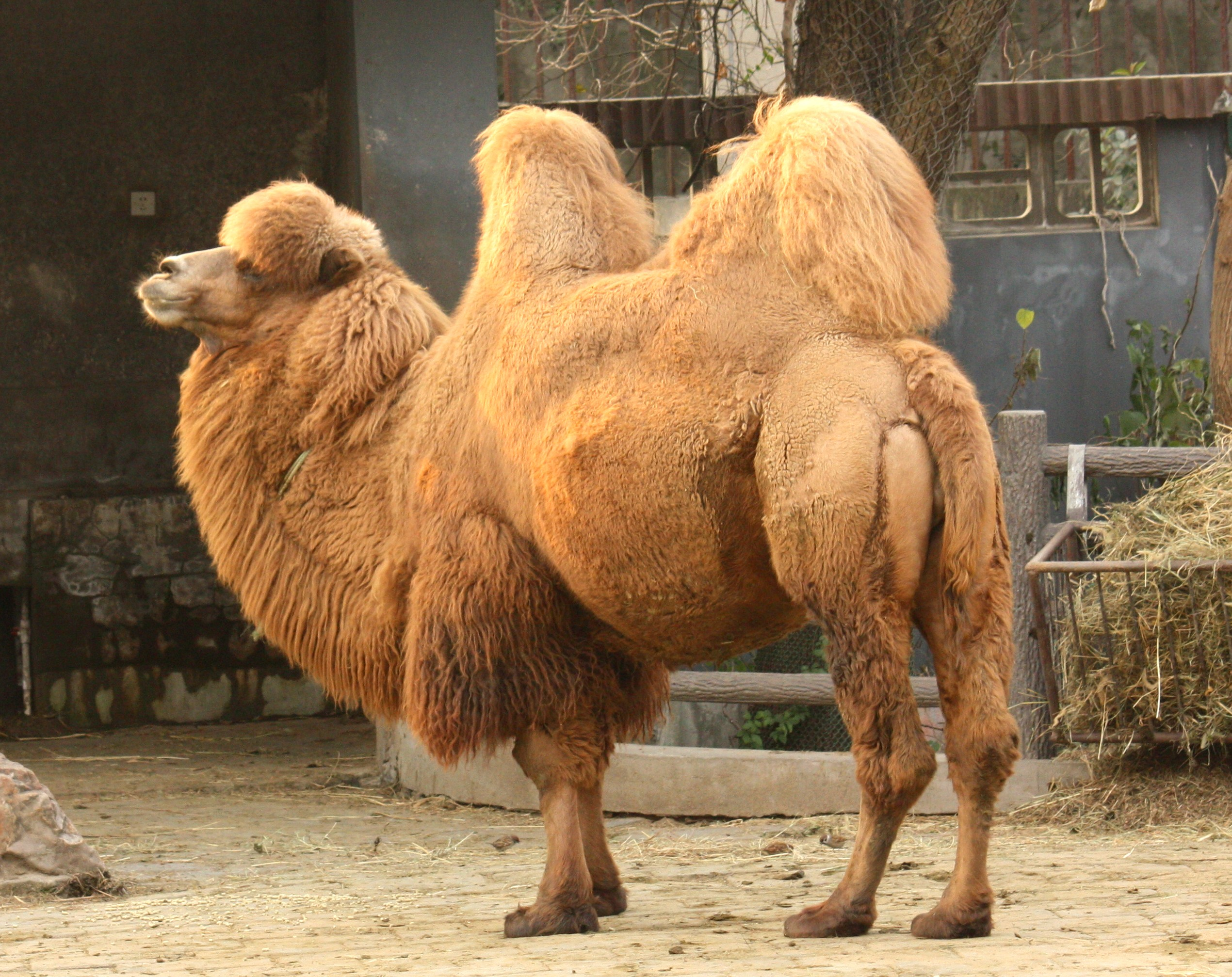
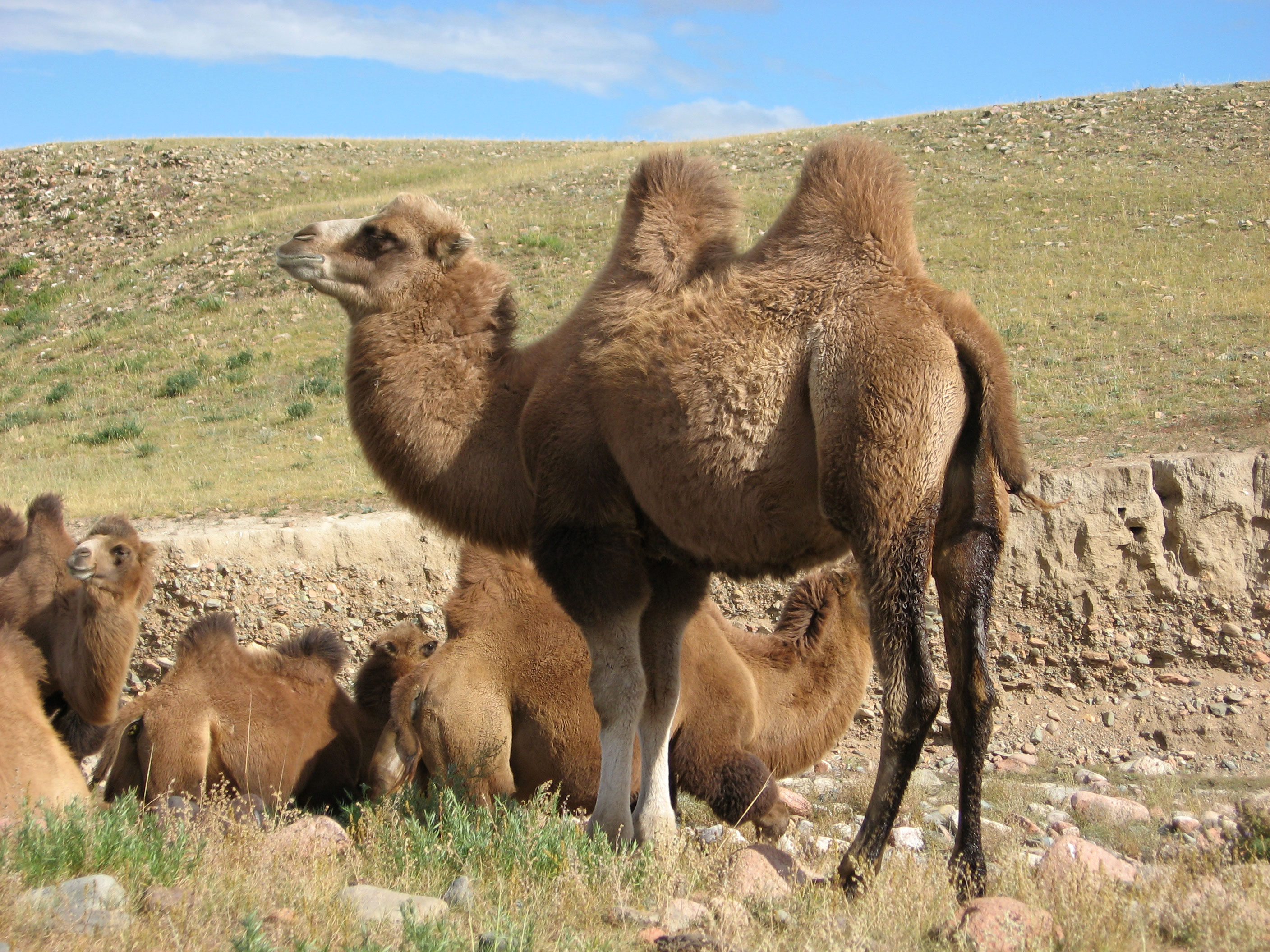

## 같이 보기
- 박트리아
- 낙타